# Memorias del siglo XX
Memorias del siglo XX es el nombre del programa de memoria, participación social y rescate patrimonial del Servicio Nacional del Patrimonio Cultural (SNPC), de Chile. Fundado en el año 2007, tiene como objetivo principal el promover la participación de personas y organizaciones en tareas como recopilación, difusión y uso social de expresiones culturales que son reconocidas como una parte de la memoria y el patrimonio de las comunidades locales.
El método de trabajo de esta iniciativa es colaborativo con museos y bibliotecas públicas de la red SNPC, instituciones que en conjunto toman contacto con personas de la comunidad, los invitan a participar de encuentros comunitarios, instancias en las que se recopilan los testimonios que surgen a partir de la pregunta "¿Qué recordaremos del siglo XX?". A partir de esta interrogante surgen los testimonios y recuerdos sobre diversas experiencias y realidades sociales, visibilizando la memoria cotidiana de hombres y mujeres, sus vivencias, vínculos y su percepción subjetiva de la vida social, política y cultural de Chile durante el siglo XX.

## Objetivos
El objetivo general del programa «Memorias del siglo XX» es recoger y producir relatos que permitan “producir otros relatos, para que la máquina de narrar y de recordar se mueva”. Para conseguir este propósito implica un conjunto de esfuerzos orientados específicamente a:
- Promover procesos colectivos de recuperación, resignificación y uso social de la memoria y del patrimonio local en comunidades del entorno de las bibliotecas públicas y los museos vinculados al SNPC.
- Valorar la memoria como patrimonio sociocultural, cuyo estímulo y movimiento puede contribuir a visibilizar los saberes locales y contenidos identitarios, entre ellos las diversas expresiones artísticas y culturales.
- Promover procesos de interpretación del pasado histórico, de acuerdo a los desafíos que enfrentan hoy las comunidades locales, en la perspectiva del fortalecimiento del “capital social y la memoria para la acción”.
- Promover el desarrollo de alianzas entre actores locales que reconocen en la memoria de las comunidades un capital social significativo para animar procesos de participación y democracia local.
- Contribuir a incrementar y diversificar las colecciones de las instituciones vinculadas al SNPC, a fin de que éstas den cuenta de la pluralidad social, cultural y étnica de la sociedad chilena, a través de la recopilación y producción participativa de diverso tipo de documentos y registros.

## Productos y metodología de trabajo
Los resultados del trabajo de este programa se traducen en una serie de productos, como archivos y registros digitales y audiovisuales. Entre los primeros se cuentan archivos audiovisuales de fuentes orales que recoge testimonios y expresiones culturales de las distintas comunidades que trabajan con «Memorias del siglo XX», testimonios y expresiones que comúnmente no se consignan en la historia escrita. También se puede acceder a un archivo digital de imágenes y documentos (tales como fotocopias, manuscritos, publicaciones impresas, revistas, periódicos, entre otros) seleccionados por las propias comunidades mediante procesos participativos. El acceso a todos estos archivos se hace mediante el sitio web www.memoriasdelsigloxx.cl, además de la disponibilidad que hay en las bibliotecas públicas chilenas de las versiones completas de los registros audiovisuales en DVD.
El esquema de trabajo del programa se divide en cuatro instancias:
- Difusión y convocatoria amplia a nivel local. Se realizan mediante contactos al interior de la comunidad y vínculos entre la comunidad y el museo/biblioteca pública, con el fin de ampliar esa red a otras organizaciones sociales (juntas de vecinos, sindicatos, instituciones, etc.)
- Realización de encuentros comunitarios. Esta instancia permite identificar "nudos de memoria" (recuerdos comunes a partir de temáticas determinadas), siendo la confección de una línea de tiempo, el método más común para relevar los recuerdos más importantes de una determinada comunidad. Tras este proceso se seleccionan los temas a trabajar y quiénes serán contactados para entrevistas.
- Registro audiovisual de testimonios y recopilación de documentos. Una vez definidas las temáticas y los entrevistados se procede al registro de testimonios, y también de manifestaciones culturales significativas de cada localidad (fiestas, encuentros, etc.), de producirse. El registro audiovisual estuvo a cargo de Sebastián Penna,Martín Arechaga, Liliana Hermosilla y Paula Curín entre los años 2008 y 2011
- Devolución y puesta en circulación de lo producido colectivamente. Los documentos recopilados y las piezas audiovisuales se devuelven a la comuinidad, tanto para hacerlas circular, así como para que las propias comunidades se reapropien de estas historias y memorias, al tiempo que se estimula el que se involucren otros miembros o grupos comunitarios, enfatizando las propias capacidades para continuar esta labor. Para el proceso de divulgación del material producido se proponen diversas instancias tales como exposiciones, exhibición de videos, concursos, generación de contenidos locales (en conjunto con el programa Biblioredes), entre otros.

Junto con estas etapas se realizan, paralelamente, un diagnóstico participativo y una capacitación general en lo que se refiere a la memoria y el patrimonio, así también como en las técnicas para el trabajo de recopilación de testimonios y materiales al interior de las comunidades. En estas actividades participan encargados y personal de las bibliotecas públicas, abarcando temas como los conceptos de memoria y patrimonio y su constitución, los fundamentos del programa «Memorias del siglo XX», la revisión de otras experiencias de trabajos con historia oral, entre otras temáticas. En estas actividades de capacitación es esencial la colaboración con actores locales y establecer alianzas con ellos.

## Inicios y expansión territorial
«Memorias del siglo XX» comenzó sus labores en el segundo semestre del año 2007, como un proyecto piloto, en tres localidades de la Región Metropolitana, donde participaron las bibliotecas públicas de las comunas de Pudahuel y Lo Barnechea, además de instituciones del SNPC (en aquel entonces Dirección de Bibliotecas, Archivos y Museos - DIBAM), tales como la Biblioteca de Santiago y el Museo de la Educación Gabriela Mistral, estas dos últimas con sede física en el Barrio Yungay, en la comuna de Santiago.
Estas primeras experiencias piloto permitieron el afianzamiento de los equipos de trabajo, así como las metodologías utilizadas en esta primera instancia. Así, durante el año 2008 el programa se amplió a cuatro regiones más del país, y el 2009 el alcace fue aún mayor, totalizando seis regiones. En el año 2010 (en que se celebra el Bicentenario de Chile), el programa sienta presencia en las regiones de Arica-Parinacota, Metropolitana, Coquimbo, Valparaíso, Biobío, Los Ríos, Los Lagos y Aysén.

## Presencia del programa en Chile
«Memorias del siglo XX» está presente en gran parte del territorio chileno, gracias al vínculo que tienen las comunidades locales con instituciones como bibliotecas públicas, museos, agrupaciones e instituciones locales.
| IV Región de Coquimbo: - Coordinación Regional de Bibliotecas Públicas - Biblioteca Pública N.º 035 “Cirujano Videla” de Andacollo - Biblioteca Pública N.º 147 “Alonso de Ercilla" de La Serena - Biblioteca Pública N.º 323 “David León Tapia” de Tongoy - Biblioteca Pública N.º 228 “Wenceslao Vargas Rojas” de Monte Patria - Museo del Limarí, Ovalle - Agrupación Raíces Palquinas V Región de Valparaíso - Coordinación Regional de Bibliotecas Públicas - Biblioteca Pública Regional “Santiago Severín” de Valparaíso - Biblioteca Pública N.º 232 “Hermano Emeterio José” de Los Andes - Biblioteca Pública N.º 126 “San Felipe El Real” de San Felipe VIII Región del Bíobío - Coordinación Regional de Bibliotecas Públicas - Biblioteca Pública N.º 076 “García Hurtado de Mendoza” de Cañete - Museo de Historia Natural de Concepción - Museo Mapuche de Cañete X Región de Los Lagos - Coordinación Regional de Bibliotecas Públicas - Biblioteca Pública Regional N.º 048 de Puerto Montt - Biblioteca Centro Penitenciario de Puerto Montt - Biblioteca Pública N.º 023 “Calbuco” de Calbuco - Biblioteca Pública N.º 320, “Frutillar” de Frutillar - Biblioteca Pública N.º 145 “Purranque” de Purranque - Biblioteca Pública N.º 002 “Ancud” de Ancud - Biblioteca Pública N.º 151 “Edwin Langdon” de Quemchi - Museo Regional de Ancud | XI Región de Aysén - Coordinación Regional de Bibliotecas Públicas - Biblioteca Pública Regional N.º 052 de Coyhaique, Coyhaique XIV Región de los Ríos - Coordinación Regional de Bibliotecas Públicas - Biblioteca Pública N.º 207 “Camilo Henríquez” de Valdivia - Biblioteca Pública N.º 332 “Futrono” de Futrono - Biblioteca Pública N.º 296 “Panguipulli” de Panguipulli - Biblioteca Pública N.º 201 “Jorge Alessandri Rodríguez” de Río Bueno - Biblioteca Pública N.º 348 “Gabriela Mistral” de San José de la Mariquina - Biblioteca Pública N.º 130 de Máfil XV Región de Arica- Parinacota - Coordinación Regional de Bibliotecas Públicas - Biblioteca Pública N.º 212 “Alfredo Wormald Cruz” de Arica - Biblioteca Pública N.º 338 de Codpa Región Metropolitana - Coordinación Regional de Bibliotecas Públicas - Biblioteca Pública N.º 011, “Jaime Quilán” de Pudahuel - Biblioteca Pública Regional de Santiago, Barrio Yungay - Biblioteca Pública N.º 069, Centro Lector de Lo Barnechea - Biblioteca Pública N.º 079, San Bernardo - Museo de la Educación Gabriela Mistral - Centro de detención preventiva de Puente Alto - Archivo Histórico Comunal de San Bernardo |

## Sitio web www.memoriasdelsigloxx.cl
El sitio web www.memoriasdelsigloxx.cl da acceso a documentos, fotografías y material audiovisual, recopilado o producido a través del trabajo comunitario desarrollado por las bibliotecas públicas y museos vinculados al SNPC, que participan en el Programa «Memorias del siglo XX».
Entre los materiales disponibles hay más de 300 documentos digitalizados (impresos de diverso tipo, boletines, revistas comunitarias, volantes, panfletos y varios manuscritos): 1500 imágenes (fotografías y afiches); 130 fragmentos de video extraídos de 47 entrevistas individuales o grupales, y la ficha resumen de cada una de las 75 entrevistas registradas en formato audiovisual, a diciembre de 2008. La versión completa de las entrevistas está disponible para su consulta presencial en la Biblioteca Nacional y en las bibliotecas públicas y museos que son parte del programa.
Los temas y entrevistados fueron definidos a través del trabajo comunitario en el que participaron las personas y organizaciones vinculadas a las bibliotecas y museos participantes  en el Programa, a partir de una invitación abierta a sus comunidades.
Las secciones Videos, Imágenes y Documentos del menú principal, permiten acceder al total de documentos disponibles en cada uno de esos formatos, ordenados en galerías de imágenes o en listados. Estos últimos se despliegan en orden alfabético, por localidades.
La sección Temas es una suerte de vitrina que releva y da acceso a una parte de los materiales del sitio, agrupados en las categorías temáticas que aparecieron con mayor frecuencia durante la primera etapa del Programa (octubre de 2007 a diciembre de 2008):
- Barrio y ciudad: Experiencias y conflictos de las comunidades en el ámbito local.
- Familia y vida cotidiana: Recreación, paseos y celebraciones familiares.
- Oficios y ocupaciones: Arrieros, campesinos y artesanas.
- Organización social: Experiencias de acción colectiva y organización barrial, poblacional y laboral.
- Poblamientos: Experiencias de asentamiento.
- Religiosidad: Fiestas religiosas, romerías, misas, bautizos, funerales.
- Celebraciones y eventos sociales: Reuniones y actividades de esparcimiento.
- Desastres: Terremotos, incendios, inundaciones.

A fin de contribuir a su difusión, Otras experiencias reúne trabajos de rescate de la memoria y el patrimonio locales, desarrollados por iniciativa de personas, instituciones y organizaciones sociales no vinculadas al programa. Se presentan los resultados o productos de cada iniciativa y la descripción del proceso a través del cual los participantes las han llevado a cabo.
El visitante tiene la posibilidad de participar a través de los siguientes espacios de conversación:
- La sección Destacados releva imágenes, documentos o videos, así como también pequeñas colecciones relacionadas por algún elemento o experiencia común, a partir de las cuales se propone un tema de reflexión y discusión.
- La sección Publicar permite enviar para su publicación en el sitio imágenes, videos o documentos que incrementen el fondo digital del programa «Memorias del siglo XX».
- La herramienta Comparte tu experiencia contribuye a difundir otras iniciativas  afines o similares al programa «Memorias del siglo XX».
- La herramienta Comentar, disponible en diversas páginas del sitio, permite, simplemente, opinar.

Por último, en Programa se puede encontrar una descripción del proceso de trabajo, objetivos y metodologías de «Memorias del siglo XX», así como de las características, términos y condiciones de uso de este sitio.